# من عاشق آن چیز کوچک دیوانه هستم
من عاشق آن چیز کوچک دیوانه هستم (انگلیسی: I Love That Crazy Little Thing) یک فیلم کمدی رمانتیک محصول سال ۲۰۱۶ چین به کارگردانی اسنو ژو و با بازی ویلیام چان، تانگ ییشین و جسیکا جونگ است. این فیلم در چین توسط ئی‌ام‌پی دیستربیوشن (بیجینگ) و واندا شنگ‌شی فیلم دیستربیوشن در ۱۲ اوت ۲۰۱۶ منتشر شد.

## بازیگران
- ویلیام چان[۲] در نقش جیانگ یانگ
- تانگ ییشین[۲]
- جسیکا جونگ[۲] در نقش چیان چیان
- نیکلاس تسه[۲]
- گیلیان چونگ
- سو این گوک

## بازخورد
این فیلم در باکس آفیس چینی ۳۴ میلیون رنمینبی فروخت.